# Рашидова Сархат Ібрагимівна
Сархат Ібрагимівна Рашидова (азерб. Сəphəт Ибраһим гызы Рəшидова; 1875, село Верхній Зидьян Дербентського району Дагестану — 15 січня 2007, Дагестанські Огні, Росія) — російська неверифікована довгожителька, тобто довгожителька, вік якої не підтверджено міжнародними організаціями.

## Біографія
Можливо, найстаріша людина Росії, народилася в 1875 році за Олександра II в селі Верхній Зидьян нині Дербентського району Дагестану і прожила у трьох століттях. За національністю — азербайджанка. Коли відбулася революція, їй було 42 роки. Довгожительку виявили при зміні паспортів після розпаду СРСР. Все життя прожила натуральним господарством. Виростила 5 дітей, овдовіла в 1957 році. Говорила тільки азербайджанською мовою. Померла уві сні в будинку свого сина в місті Дагестанські Огні, де зимувала кожен рік. На час смерті їй було 132 роки[джерело?].